# Danmarks grundlagsdag
Danmarks grundlagsdag (danska Danmarks grundlovsdag) firas till minne av Danmarks första grundlag, Danmarks rikes grundlag, som undertecknades den 5 juni 1849. Även 1953 års konstitution antogs denna dag.
Varje år firas dagen med att olika politiker håller tal runt om i landet, då dagen ofta också ses som ett firande av den danska demokratin. Talen handlar ofta om både grundläggande demokratiska principer samt aktuella politiska problem. 
Dagen används också som Fars dag i Danmark. Då Danmark inte har någon egentlig nationaldag är grundlovsdagen det närmaste man kommer.

### Fotnoter
1. 1 2  Constitution Day - Denmark.dk, the official website of Denmark. Läst 6 februari 2012.
2. ↑  ”Fars Dag” (på danska). Dansk Historisk Fællesråd. Arkiverad från originalet den 31 mars 2012. https://web.archive.org/web/20120331180922/http://www.historie-online.dk/special/farsdag/. Läst 2 juni 2012.